# Visszaélés a nemzetközi jog által védett jelvénnyel vagy jelzéssel
A visszaélés a nemzetközi jog által védett jelvénnyel vagy jelzéssel egy bűncselekmény, amelyet Magyarországon a hatályos 2012. évi C. törvény 157. §-a rendel büntetni:

„Aki háború idején a vöröskereszt, a vörös félhold vagy a vörös kristály jelvénnyel, illetve hasonló célt szolgáló és a nemzetközi jog által védett más jelvénnyel vagy jelzéssel visszaél, ha súlyosabb bűncselekmény nem valósul meg, bűntett miatt egy évtől öt évig terjedő szabadságvesztéssel büntetendő.”

## Története
A visszaélés a Vöröskereszttel egy bűncselekmény, amely az emberiség elleni bűncselekmények közé tartozik.

### 1948. évi LXXII. törvénycikk
Az 1948. évi LXII. törvénycikk 112. §-a szerint: 
"Azt a katonát, aki a Vöröskereszt jelvényével vagy oltalmával az ellenségeskedés előkészítése vagy kivitele végett visszaél, úgyszintén azt a katonát, aki a Vöröskereszt oltalma alatt álló személlyel szemben ellenségeskedést követ el, vagy a Vöröskereszt oltalma alatt álló anyagot ellenségeskedés alkalmával pusztítja vagy rongálja, egy évig, súlyos esetben öt évig terjedhető börtönnel kell büntetni."

### 1978. évi IV. törvény
A törvény 164. §-a „Visszaélés a vöröskereszttel” címén a következőket rendeli: 
„Aki háború idején a vöröskereszt (vörös félhold, vörös oroszlán és nap) jelvénnyel avagy hasonló célt szolgáló és nemzetközileg elismert más jelvénnyel vagy jelzéssel visszaél, vagy ezek oltalma alatt álló személlyel vagy dologgal szemben erőszakos cselekményt követ el, bűntett miatt egy évtől öt évig terjedő szabadságvesztéssel büntetendő.”

## A hatályos szabályozás
Magyarország Kormánya 2012-ben T/6958. szám alatt nyújtotta be törvényjavaslatát a Büntető Törvénykönyv (Btk.) módosításáról. 

A törvényjavaslat a Btk. 157. §-hoz az alábbi indokolást fűzi: 

„A hatályos Btk. szerint visszaélés a vöröskereszttel alcímű bűncselekmény a Javaslatban új alcímet kap, tekintettel arra, hogy a tényállás nem kizárólag a vöröskereszttel, hanem nemzetközi humanitárius szervezet által használt nemzetközileg elismert jelvénnyel visszaélést, illetve az ilyen jelvények által biztosított oltalom megsértését büntetni rendeli . A tényállás megszövegezésében a Javaslat a hatályos Btk .- hoz képest annyi változtatást tartalmaz, hogy a jelvények között nevesíti a vörös kristályt is, továbbá a tényállást szubszidiáriussá teszi, ez a cselekmény csak akkor valósulhat meg, ha súlyosabb bűncselekmény nem valósul meg.”